# Parco delle Rocce
Il parco delle Rocce, all'interno del Parco minerario naturalistico di Gavorrano (GR), prende il nome dalla sua suggestiva collocazione all'interno di una cava di roccia che fu necessaria al riempimento dei vuoti nelle gallerie di miniera di Gavorrano.
Il sito inoltre rappresenta un'area di competenza del Parco Tecnologico Archeologico delle Colline Metallifere Grossetane.
Il Parco delle Rocce comprende:

## Museo in Galleria
Un nuovo edificio a forma di cono segna l'ingresso del Museo in Galleria, un moderno museo multimediale sotterraneo che descrive le fasi del lavoro in miniera e la vita dei minatori a partire dagli anni 50-60 del secolo appena trascorso.
La galleria dove è stato realizzato il museo era in origine una riservetta destinata a deposito di esplosivi e materiale detonante utilizzato nell'operazione di abbattimento delle rocce nella miniera di Gavorrano.
La riservetta poteva contenere più di 100 kg di esplosivo perché il tracciato della galleria presenta tre gomiti con una nicchia a fondo cieco di almeno 4 metri di profondità (per permettere lo sfogo del gas in caso di esplosione). La temperatura all'interno non doveva essere superiore a 40 °C e inferiore agli 8 °C. Era dotata di fornelli di ventilazione per garantire una perfetta circolazione d'aria.
La sua localizzazione, pur a distanza di sicurezza dagli edifici minerari, è nei pressi della galleria di carreggio di Pozzo Impero da dove il materiale esplosivo veniva trasportato su appositi carrelli all'interno della miniera.
Il percorso prende inizio dal Centro Accoglienza al cui interno sono esposti campioni di minerale in teche di cristallo collocate nei quattro angoli della sala. Nell'ambiente conico che introduce alla galleria vera e propria è collocato un plastico dell'area mineraria posizionato al centro, mentre su due pannelli circolari disposti lungo il perimetro figurano, da un lato il passato della miniera (in diversi momenti di attività) dall'altro il futuro di questa come complesso ecomuseale. Il percorso introduce il visitatore nella vita della miniera, attraverso immagini e suoni che provengono dal passato e dalla memoria del mondo minerario. L'allestimento prevede una serie di ricostruzioni dell'arte mineraria. Dopo la ricostruzione degli spogliatoi e della lampisteria si prosegue con la discesa in miniera che è rappresentata da una gabbia simile a quella di Pozzo Impero. Le diverse fasi del cantiere minerario sono raccontate da sezioni dedicate all'attività di ricerca, alla posa degli esplosivi, ai metodi di coltivazione e alle opere di sostegno. Un apparato mediatico, formato non solo da pannelli esplicativi ma anche da un sistema sincronizzato di luci, immagini e suoni, evocherà in forma sensoriale, l'interno della miniera.
A conclusione della visita è prevista una proiezione che ripercorre le tappe salienti della storia della miniera e quelle future, che preludono ad un nuovo scenario di sviluppo per il territorio della ex Miniera di Gavorrano.
L'efficacia museale è garantita da audiovisivi, pannelli esplicativi, grandi foto d'epoca, raccolta di macchine, utensili, oggetti del vestiario e della vita di tutti i giorni del minatore, nonché allestimenti che ricostruiscono aspetti peculiari delle tecniche di escavazione del minerale: la "gabbia" ovvero l'ascensore manovrato da un argano per la discesa e risalita del personale attraverso il pozzo, la "volata" (l'abbattimento della roccia attraverso l'uso dell'esplosivo), le armature per la sicurezza delle gallerie, le lavorazioni di "smarino" con le pale ad aria compressa, ecc. Il tutto reso più realistico dalla diffusione dei rumori delle lavorazioni e dalla presenza di originali figure di minatore, intagliate nel legno da un abile artista, nell'atto di compiere alcune delle azioni tipiche del lavoro in miniera.

## Cava di San Rocco (Teatro delle Rocce)
Oltre al recupero di strutture sotterranee destinate al sistema museale, all'interno del Parco delle Rocce è stata valorizzata anche la parte un tempo occupata dalla cava di calcare. Nel grandioso fronte di cava è stata realizzato un grande anfiteatro adatto per rappresentazioni teatrali all'aperto, ricorrendo a materiale lapideo al fine di ottenere una perfetta fusione con l'ambiente circostante. 
La Cava di San Rocco, ai cui piedi si trova la piccola cava semicircolare dove è inserito il teatro, era una coltivazione a cielo aperto finalizzata all'estrazione di calcare per la produzione di materiale sterile utilizzato per le ripiene delle gallerie e dei cantieri sotterranei dismessi della miniera.
Il teatro, che evoca la forma di un antico teatro greco, è stato ideato per divenire "parte della cava". I gradoni che ospitano i posti per gli spettatori sono stati concepiti per seguire l'andamento del fronte fino a fondersi in maniera unica e suggestiva nei punti di contatto con la parete rocciosa.
È stato posto grande impegno nel salvaguardare ogni aspetto paesaggistico dell'area, per questo motivo lo sviluppo in altezza del teatro è stato contenuto, ottenendo un pregevole risultato d'effetto visivo ed armonico.
Per questo motivo anche i volumi destinati agli ambienti di servizio, necessari per le attività teatrali, sono stati resi non visibili perché inseriti sotto le gradinate o interrati.
Da qui si gode un panorama del paese di Gavorrano e della vallata sottostante.
Il teatro ospita 2.000 posti.
Dai resti di una vecchia cava è nato uno spazio culturale polifunzionale per rappresentazioni teatrali, serate musicali, spettacoli di danza, concerti, convegni, manifestazioni d'arte, grandi eventi. Attualmente è sede di un Festival che si svolge tutti gli anni da luglio a settembre.